# François Binet
Pour les articles homonymes, voir Binet.
'François Binet, né le 4 mai 1880 à Bonnat (Creuse) et mort le 2 décembre 1930 à Paris, est un homme politique français.
Député radical-socialiste de la Creuse à partir de 1908, il est ministre de l'Agriculture en 1926, avant de décéder à l'âge de 50 ans, alors qu'il est sénateur (Gauche démocratique) de la Creuse.

## Biographie
Après une licence en droit, François Binet devient avocat à la Cour d'appel de Paris puis au barreau de Guéret. Il entre jeune en politique : élu en 1907, à 26 ans, conseiller d'arrondissement, un an après, il devient député, dans l'arrondissement de Guéret, à l'occasion de l'élection partielle du 12 janvier 1908. Il est réélu, aux élections générales du 24 avril 1910, dans le même arrondissement, au premier tour. Par contre, aux élections générales des 26 avril et 10 mai 1914, il est battu de justesse au deuxième tour.
François Binet n'est pas mobilisé pendant la première Guerre mondiale. Il a en effet été réformé à la suite d'un accident de chasse. Il essaie néanmoins d'être utile au pays, en acceptant le poste de secrétaire général de la Préfecture de la Côte-d'Or et en se faisant confier par le Ministre des Affaires étrangères, fin 1915, une mission aux États-Unis dont l'objet est l'étude et la surveillance de la propagande allemande en Amérique.
Après la guerre, François Binet est élu aux législatives de 1919 dans la Creuse. Il déclare à ses électeurs : « Républicain, plus que jamais attaché au régime qui nous a donné la victoire, je veux conserver les conquêtes de la démocratie dans tous les domaines… Mais je tiens à le dire hautement, je suis, non pour la lutte des classes, mais pour l'union des classes… La France a besoin de travailler, de se refaire : elle ne le pourra que si elle est administrée avec ordre, autorité, économie ». 
François Binet est nommé Ministre de l'Agriculture le 10 avril 1926, dans le 9e Cabinet Aristide Briand. Il demeure Ministre de l'Agriculture dans le 10e Cabinet Aristide Briand jusqu'au 19 juillet 1926, date de sa démission. Battu aux législatives de 1928, il devient maire de Bonnat en 1929 et est élu au Sénat fin 1929. Il meurt brusquement, à l'âge de 50 ans, le 2 décembre 1930.

## Détail des mandats et fonctions

### Au Gouvernement
- 10 avril - 17 juillet 1926 : ministre de l'Agriculture

### Au Parlement
- 1930 : sénateur de la Creuse
- 1919 - 1928 : député de la Creuse
- 1908 - 1914 : député de la Creuse

### Au niveau local
- 1929 - 1930 : maire de Bonnat